# Convent de Pompeia
El Convent de Pompeia és un conjunt arquitectònic situat a l'avinguda Diagonal i al carrer de la Riera de Sant Miquel de Barcelona, catalogat com a bé cultural d'interès local.

## Història
Projectat per l'arquitecte Enric Sagnier i Villavechia, el 25 de març de 1908 se'n posà la primera pedra i fou construït entre aquesta data i el 1915. A l'obra van col·laborar altres artistes com Josep Llimona, autor del relleu del timpà de la portalada i de la imatge de Sant Francesc d'Assís, que remata la façana, i sembla que l'arquitecte Manuel Fuxà i Leal (1850-1927) en va participar en algunes obres d'arranjament.
El conjunt va ser molt malmès durant la Guerra Civil, especialment l'interior del temple, restaurat posteriorment per Pere Benavent. La cripta fou reformada el 1964.

## Descripció
L'església (aixecada en perpendicular a la Diagonal) és l'edifici més oriental del conjunt. Adossat a un dels seus costats, es desenvolupa el monestir pròpiament dit, amb un seguit de construccions que (tot delimitant la forma angular de la parcel·la) se situen al voltant d'un ampli celobert triangular que, d'alguna manera, rememora el tradicional esquema monàstic centrat per un claustre.

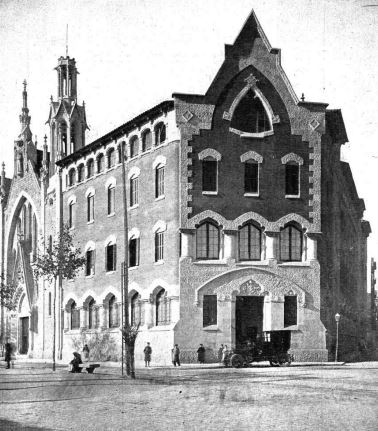
Any 1910

Dedicada a la Mare de Déu del Roser, s'inscriu dins de l'etapa modernista de Sagnier d'inspiració neogòtica que l'arquitecte habitualment feia servir pels edificis de culte que projectava. Consta de tres naus separades per esveltes columnes de capitell vegetal i coberta amb embigat de fusta policromada i daurada sobre arcades ogivals. La nau central, més alta que les laterals, presenta un seguit d'obertures que a manera d'ulls de bou li donen llum; pel contrari, a les naus laterals, únicament la que dona al celobert del conjunt té finestres (rep llum directament de dit pati) mentre que la del altre costat no en té cap, al tractar-se la mitgera amb la finca veïna.
La capçalera és de planta hexagonal. La banda superior del tester es configura com un cos de finestres apuntades amb traceria i es cobreix amb una volta nervada. Als peus del temple es localitza el cor que presenta dos nivells. El inferior es configura a manera de pòrtic, ja que és precisament on s'hi troba l'entra al temple i, es cobreix amb un forjat amb bigues de fusta policromada i daurada que configura la base del pis superior on es localitza l'òrgan.
Els murs es troben revestits amb un arrebossat que imita filades de carreus i que és espacialment ornamental a la banda superior de la rosca dels arcs.
La façana, també d'estil goticista, destaca per la seva verticalitat a la que contribueix la portalada d'accés al temple. Aquest accés principal està coronat amb un gablet que té un relleu al timpà, obra de Josep Llimona. Es del mateix autor la imatge de Sant Francesc d'Assís que es troba a la part superior. El cos central de la portalada queda emmarcat per duess estructures torrejades, que, a l'interior, es corresponen amb les naus laterals. D'aquests elements, la que fa mitgera amb la finca veïna només arriba a mitja alçada, a diferència de l'altra que es desenvolupa més en alçada donant lloc al campanar.
La façana que dona al carrer de la Riera de Sant Miquel i al xamfrà amb l'avinguda Diagonal és de maó vist combinat amb pedra i destaca per la robustesa dels elements constructius que la conformen, especialment les columnes de les obertures. L'accés al monestir es realitza a través d'una porta localitzada al xamfrà de l'edifici que, flanquejada per dues finestres amb llinda esculpida, queda emmarcada en la seva totalitat per un guardapols en forma d'arc apuntat rebaixat. Aquest primer cos en alçada del xamfrà està realitzat en pedra i es complementa amb una galeria de finestres desenvolupades entre columnes molt robustes (de fust curt i ample). A partir d'aquest nivell el parament és de maó, tot reservant la pedra pels angles, l'emmarcament de les finestres i el coronament de la façana. Pel que fa a les façanes laterals, es manté la mateixa disposició dels materials en funció del nivell d'alçada (pedra a la planta baixa i maó a la resta). Destaca d'aquestes, la galeria de finestres de la planta baixa, els dos pisos de finestres de maó amb llinda de pedra i la solana desenvolupada al nivell de sotacoberta.
Un dels espais més rellevants del conjunt és la biblioteca, projectada també per Sagnier i que té poc a veure amb l'estil neogòtic del conjunt. Va ser concebuda com una estructura metàl·lica de tres pisos (als que s'hi accedeix a través d'una escala de cargol) i que rep il·luminació zenital a través d'una claraboia.